# 联盟路街道
联盟路街道，是中华人民共和国河北省石家庄市新华区下辖的一个乡镇级行政单位。

## 行政区划
联盟路街道下辖以下地区：
万信社区、滨湖社区、高柱一社区、高柱二社区、联强一社区、联强二社区、联盟社区和高柱村。